# Baía de Kiauchau

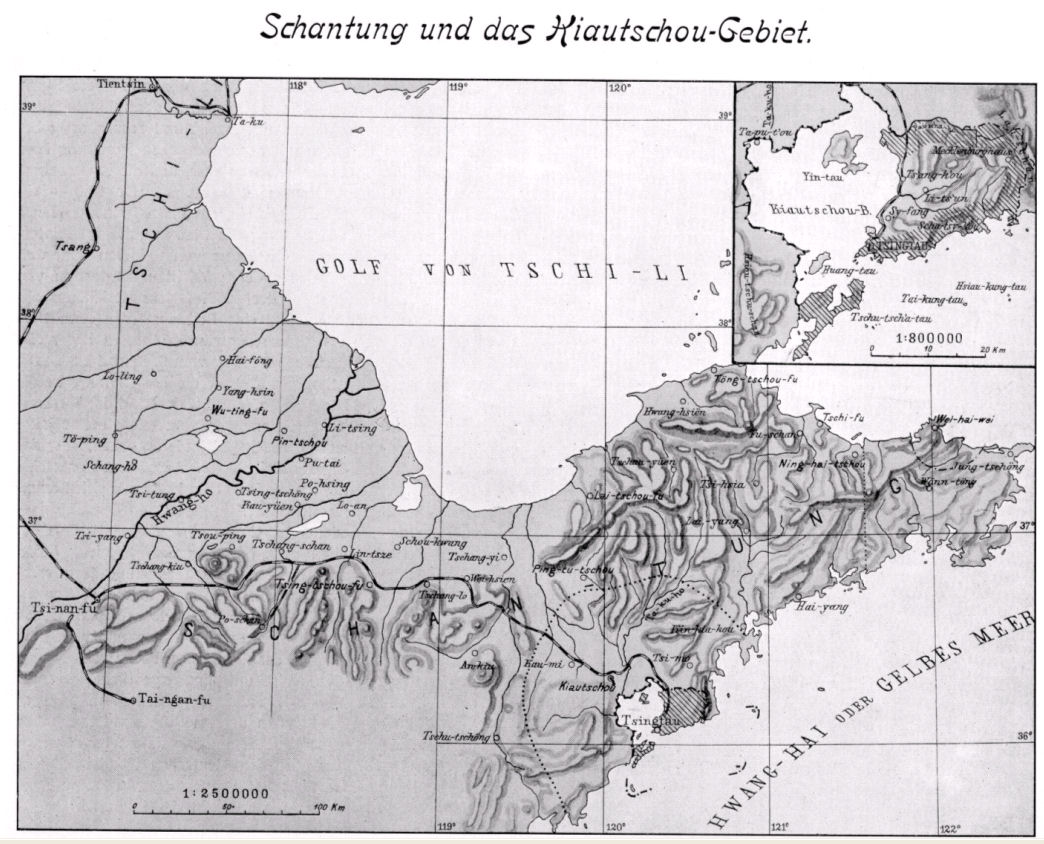
Baía de Kiauchau

A Baía de Kiauchau (ou Jiaozhou) (36° 7' 24.44" N 120° 14' 44.3" E) foi uma concessão colonial alemã que existiu entre 1898 e 1914. Com uma área de 552 km², estava localizada na província imperial de Shandong na costa sul da Península de Shandong no norte da China.
Outras romanizações de Jiaozhou são Kiaochow e Kiao-Chau em inglês e Kiautschou em alemão. Qingdao (Tsingtao) era o centro administrativo.

## Contexto da expansão na China
Com o desenvolvimento do imperialismo vários países, a Alemanha entre eles, passaram a ter colônias em outros países. Além disto, o pensamento colonialista acreditava que a existência de colônias (veja Império colonial alemão) era ideal para dar suporte à economia da metrópole. Desta forma, a China densamente povoada era vista como um grande mercado em potencial. Pensadores como Max Weber clamavam por uma política colonial mais ativa da parte do governo. A abertura da China era vista como um caso de vida ou morte, por ser considerada o mais importante mercado não europeu no mundo.
Uma política global (Weltpolitik), entretanto, não acoplada a uma influência militar parecia impraticável. Construiu-se então uma marinha (da qual o Esquadrão da Ásia Oriental e a Frota de Alto-Mar estacionada na Europa foram um início). Esta frota daria ênfase aos interesses alemães durante a (diplomacia de navio armado) e protegeria as rotas comerciais alemãs e disturbaria rotas hostis em tempos de guerra. Uma rede de bases navais globais era uma necessidade chave para isto.
A aquisição de um porto na China também serviria para um outro propósito: considerando o trabalho e dinheiro envolvidos na construção de uma frota, uma colônia chinesa também ajudaria a promover a marinha alemã. Assim desde o início Kiauchau foi considerada uma colônia modelo: todas as instalações, a administração, etc. tinham que mostrar aos chineses, aos alemães e ao mundo quão excepcionalmente eficiente era a política colonial alemã.

## A aquisição alemã da baía

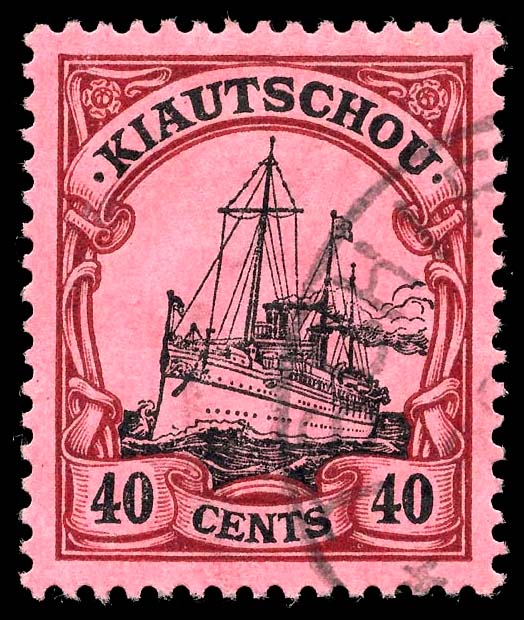
Selo "Iate" de 40 cents de 1905

Em 1860, uma frota expedicionária prussiana chegou na Ásia e explorou a região próxima à baía de Kiauchau. No ano seguinte um contrato comercial sino-alemão foi assinado. Após as viagens de Freiherr Ferdinand von Richthofen pela China entre 1868 e 1871, ele recomendou a Baía de Kiauchau como uma possível base naval alemã. Em 1896, o Almirante von Tirpitz, na época comandante do Esquadrão da Ásia Oriental Alemão, examinou a área pessoalmente.

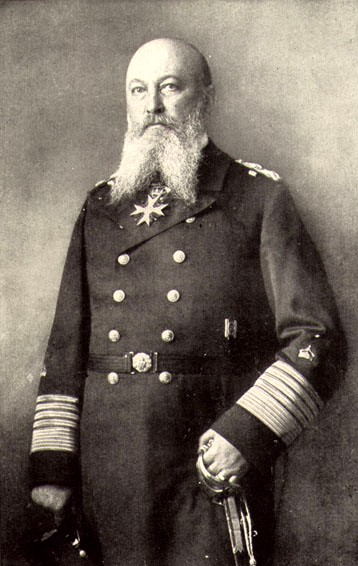
Grande almirante Alfred von Tirpitz

A 1 de novembro de 1897, a Sociedade Espada Grande planejou assassinar o padre alemão Georg Stenz, da Missão Steyler. Quando os assassinos chegaram não encontraram Stenz em casa e portanto outros dois missionários alemães que estavam na casa foram brutalmente mutilados e assassinados no condado de Juye no Shandong ocidental. O "incidente Juye" deu ao Kaiser alemão Guilherme II um pretexto para ocupar a baía e mesmo antes do governo chinês ser informado sobre o crime, o Almirante von Diederichs, comandante do Esquadrão da Ásia Oriental, recebeu ordens a 7 de novembro de ocupar o território; ele foi o único Governador Militar (até 7 de março de 1898). A 14 de novembro a infantaria naval alemã desembarcou nas praias e ocupou a área sem uma luta. A China tentou obter a retirada das tropas mas sem sucesso. A 20 de novembro as negociações sino-alemãs tiveram início, o que resultou na resolução do incidente missionário a 15 de janeiro de 1898.
Alguns meses depois, a 6 de março, o Império Alemão alugou a Baía por 99 anos do governo chinês (como os ingleses haviam feito com os Territórios Novos de Hong Kong). Após apenas seis semanas (a 6 de abril de 1898) a área foi oficialmente colocada sob "proteção" alemã, abrindo o porto do tratado a 1 de julho de 1899; naquela época a região era habitada por aproximadamente 83 000 habitantes.
Como resultado do acordo sino-alemão o governo chinês abandonou todos os seus direitos soberanos dentro do território alugado (do qual a cidade de Kiauchau não pertencia) bem como numa zona de segurança de 50 km. O "Gouvernement Kiautschou" continuava sendo parte da China sob soberania imperial, mas pela duração do contrato tornou-se um Schutzgebiet (protetorado) alemão. Além disso o governo chinês deu ao Império Alemão concessões para a construção de duas linhas férreas e de mineração dos depósitos de carvão locais. Até mesmo as partes de Shandong fora do protetorado alemão ficaram sob influência alemã. Embora o contrato impusesse limites para a expansão alemã, ele tornou-se o ponto de partida para as concessões de Port Arthur para a Rússia, de Weihaiwei para a Grã-Bretanha e de Kwang-Chou-Wan para a França.

## A organização do protetorado

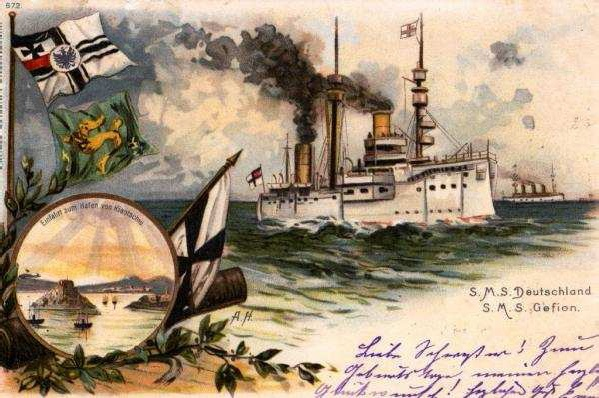
e. Chegada na baía de Kiauchau, 1899

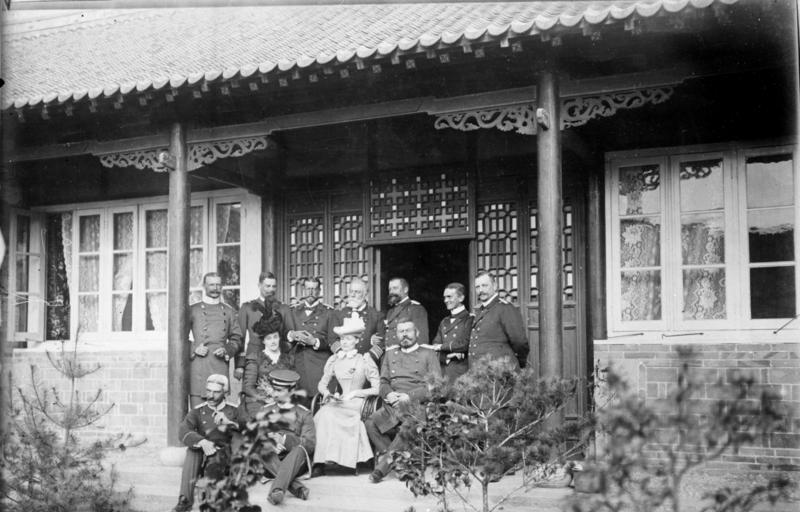
Tsingtao: Principe Henrique da Prússia

Devido à importância que o protetorado tinha para a reputação da marinha alemã, ele não foi colocado sob a supervisão do departamento colonial imperial (Reichskolonialamt) mas sob o departamento naval imperial (o Reichsmarineamt ou RMA).
No topo da estrutura colonial estava o governador (todos os cinco incumbentes eram oficiais da marinha), que era diretamente subordinado ao secretário de estado do RMA, Alfred von Tirpitz. O governador era o chefe da administração militar e civil dentro da colônia. A administração militar era responsabilidade do vice-governador, e a civil do Zivilkommissar 'comissário civil'. Outros funcionários importantes de Kiauchau eram o oficial para a construção do porto e, após 1900 o juiz e o 'Commissário para Assuntos Chineses'. O Gouvernementsrat ('Conselho governamental' do protetorado) e, após 1902 o 'Comitê Chinês' agiam como órgãos de conselho ao governador. Os departamentos de finanças, construção e o hospital eram diretamente subordinados ao governador, porque estes eram cruciais na concepção da colônia modelo.
Como Kiauchau devia servir sobretudo como propaganda da frota, o RMA deu grande importância ao desenvolvimento econômico e (mais tarde) cultural. O primeiro governador (7 de março de 1898 - 19 de fevereiro de 1899, Carl Rosendahl), entretanto, negligenciou estes aspectos e cuidou apenas dos interesses militares da base naval. Foi substituído por Otto Ferdinand Paul Jaeschke (19 de fevereiro de 1899 - 27 de janeiro de 1901 (n. 1851 - m. 1901)), sob o qual o desenvolvimento da colônia foi grandemente acelerado. Os incumbentes seguintes foram Max Rollmann (atuante, 27 de janeiro de 1901 - 8 de junho de 1901), Oskar Truppel (n. 1854 - m. 1931; atuante 8 de junho de 1901 - 19 de agosto de 1911) e Alfred Meyer-Waldeck (n. 1864 - m. 1928; 19 de agosto de 1911 - 7 de novembro de 1914).

## História posterior
A 23 de agosto de 1914, a República da China cancelou a concessão alemã. A 7 de novembro de 1914 a baía foi ocupada pelo Japão (Veja Batalha de Tsingtao), que apontou dois governadores militares: 7 de novembro de 1914 - 1919 Mitsuomi Kamio (n. 1856 - m. 1925) e 1919 - 10 de dezembro de 1922 Mitsue Yuhi (n. 1860 - m. 1940)
Finalmente a baía passou novamente ao controle da China em 10 de dezembro de 1922. Os japoneses ocuparam a área entre 1937 e 1945 durante a Segunda Guerra Sino-Japonesa.